# Telarsari
Telarsari is een bestuurslaag in het regentschap Karawang van de provincie West-Java, Indonesië. Telarsari telt 3883 inwoners (volkstelling 2010).